# Марк Фрост
Марк Фрост (англ. Mark Frost, нар. 25 листопада 1953 в Нью-Йорку) — американський письменник, сценарист, режисер і продюсер, найбільш відомий як автор сценарію серіалу «Блюз Гілл-стріт» і співавтор телесеріалу «Твін Пікс».
Син американського актора Уоррена Фроста (1925—2017).

## Фільмографія
- Найкраща гра (The Greatest Game Ever Played)
- Фантастична четвірка (Fantastic Four)
- Фантастична Четвірка 2: Вторгнення Срібного серфера (Fantastic Four: Rise of the Silver Surfer)
- Сторівіль (Storyville)
- Віра / Віруючі (The Believers)

## Серіали
- The Six Million Dollar Man
- Gavilan
- Hill Street Blues
- The Equalizer
- American Chronicles
- Твін Пікс
- On the Air
- Forbidden Island
- Buddy Faro
- All Souls
- Твін Пікс: Повернення